# Roberto Tricella
Roberto Tricella (ur. 18 marca 1959 w Cernusco sul Naviglio) – włoski piłkarz występujący na pozycji obrońcy.
W czasie kariery grał dla Interu Mediolan (1977–1979), Hellasu Verona (1979–1987), Juventusu (1987–1990), i Bologny (1990–1992). Od 1984 do 1987 rozegrał 11 meczów dla reprezentacji Włoch, był uczestnikiem Mistrzostw Świata 1986.